# Ley Green
Ley Green – przysiółek w Anglii, w Hertfordshire. Leży 8,1 km od miasta Stevenage, 20,2 km od miasta Hertford i 46,3 km od Londynu. Leygreen jest wspomniana w Domesday Book (1086) jako Leglega.